# 白鳥が笑う
『白鳥が笑う』（はくちょうがわらう）は、2015年の日本の短編映画。

## キャスト
- 白鳥おじさん：原西孝幸
- みよ先生：上間美緒
- しょうちゃん：菅原麗央
- ぴょんす：宮本敦司
- ばんくん：末吉竜馬
- カルロス•ゴーン：ブラッドピット
- しょうちゃんの母：林田麻里
- しょうちゃんの父：柘植裕士
- とまチョップ：とまチョップ
- りんいちろう：りんいちろう

## スタッフ
- 監督・脚本・編集：奥山大史
- 制作プロデューサー：稲塚秀孝、鳥澤晋
- プロデューサー：坂本直彦、西浦宏樹
- エグゼクティブプロデューサー：水本章、片岡秀介 ピカデリー梅田
- 製作:戸田義人
- 撮影監督：根岸憲一
- 音楽：森野宣彦
- 録音：吉方淳二